# Origine (matematică)

Originea unui sistem de coordonate cartezian.

În matematică, originea unui spațiu euclidian este un punct special, de obicei notat cu litera O, folosit ca punct fi de referință pentru geometria spațiului înconjurător. Într-un sistem de coordonate cartezian, originea este punctul în care axele sistemului se intersectează. În geometria euclidiană, originea poate fi aleasă liber în orice punct de referință convenabil.